# Brendan Meyer
Brendan Meyer (ur. 2 października 1994 w Kitchener-Waterloo) – kanadyjski aktor znany z roli Adama Younga w serialu Mr. Young i roli Nelsona Ort w programie telewizyjnym Dinosapien.

## Filmografia
- 2005 – Waking Up Wally: The Walter Gretzky Story – jako Goalie
- 2006 - For the Love of a Child - jako David
- 2007 - Dinosapien - jako Nelson Ort
- 2007 - Więzy krwi - jako Travis Deskin
- 2007 - The Secret of the Nutcracker - jako Frank
- 2008 - Freezer Burn: The Invasion of Laxdale - jako Mały Brat
- 2008 - A Pickle - jako Kelly
- 2009 - The Assistants - jako Barry Collins
- 2009 - Christmas in Canaan - jako Bobby
- 2010 - Dobra wróżka - jako Ben
- 2010 - Godziny strachu: Nie myśl o tym - jako Will
- 2011 - Godziny strachu: Nie myśl o tym - jako Nathan
- 2011 - Strachy na psiaki - jako nastoletni punk
- od 2011 - Mr. Young - jako Adam Young
- 2012 - Girl vs. Monster - jako Henry
- 2013 - Gra Endera - jako Stilson
- 2013 - Królowa wyprzedaży - jako Logan
- 2014 - Gość - jako Luke Peterson
- 2014 - Moja przyjaciółka Ana - jako Leo
- 2014 - The Virginian - jako Danny
- 2014 - Królowa wyprzedaży. Nie wszystko złoto, co się świeci - jako Logan
- 2015 - Królowa wyprzedaży. Suknia ślubna - jako Logan Shannon
- 2015 - Królowa wyprzedaży. Zabójczy pokój - jako Logan Shannon
- 2018 - When Jeff Tried to Save the World - jako Stanford
- 2018 - Only Humans - jako Evan
- 2018 - Zwykłe chwile - jako Howie Sheffield
- 2019 - Kolor z przestworzy - jako Benny Gardner
- 2020 - Camp - jako Jake
- 2022 - The Friendship Game - jako Rob